# Gran empresa ferroviaria privada (Japón)
Una gran empresa ferroviaria privada es una forma de clasificación de los operadores ferroviarios privados japoneses y se refiere a empresas especialmente de gran escala, que destacan sobre otras.
La Oficina de Ferrocarriles del Ministerio de Tierras, Infraestructura, Transporte y Turismo utiliza esta clasificación para realizar informes estadísticos, y distinguen de otros ferrocarriles privados a través de la clasificación en ferrocarriles privados semi-grandes y ferrocarriles privados pequeños y medianos.
Los grandes ferrocarriles privados son empresas que tienen una gran escala de gestión ( capital , kilómetros operativos , número de pasajeros, empleados, etcétera), y son el núcleo de las tres principales áreas metropolitanas (área metropolitana de Tokio, área de Chukyo y área de Kinki) y el área metropolitana de Fukuoka.

## Descripción
Todos los grandes ferrocarriles privados tienen negocios en su núcleo ferroviario, entre los que se encuentran negocios como el transporte a través de autobuses y taxis, negocios inmobiliarios como condominios y áreas comerciales, negocios de distribución como supermercados, y negocios de ocio. Estas empresas operan un negocio diversificado que incluye agencias de viajes y desempeñan un papel importante en el estilo de vida de los residentes que viven a lo largo de las líneas ferroviarias. Se suele atribuir al fundador de la Corporación Hankyu, Ichizō Kobayashi, la idea de la gestión diversificada de las empresas ferroviarias, el cual es un modelo de gestión exclusivo de Japón. 
Las empresas que surgieron tras la privatización de los Ferrocarriles Nacionales de Japón, y que forman el grupo JR, también incursionaron en este modelo de gestión ferroviaria, basándose en tres pilares: ferrocarriles, bienes raíces y distribución, con el objetivo de hacer crecer sus negocios no ferroviarios.
Además, muchos de las grandes empresas ferroviarias privadas solían operar negocios de autobuses como divisiones administradas directamente pero debido a la disminución de la demanda de pasajeros en los ferrocarriles tras la adopción masiva del uso de automóviles, el negocio de los autobuses se escindió en empresas separadas a partir de la década de 1990 para reestructurar el negocio.
| Número | Nombre                        | Abreviatura |
| ------ | ----------------------------- | ----------- |
| 1      | Ferrocarril Tobu              | Tobu        |
| 2      | Ferrocarril de Seibu          | Seibu       |
| 3      | Ferrocarril Eléctrico Keisei  | Keisei      |
| 4      | Corporación Keio              | Keio        |
| 5      | Corporación Tokyu             | Tokyu       |
| 6      | Corporación Keikyu            | Keikyu      |
| 7      | Metro de Tokio                | -           |
| 8      | Ferrocarril Eléctrico Odakyu  | Odakyu      |
| 9      | Ferrocarril Sagami            | Sotetsu     |
| 10     | Ferrocarril de Nagoya         | Meitetsu    |
| 11     | Ferrocarril Kintetsu          | Kintetsu    |
| 12     | Ferrocarril Eléctrico Nankai  | Nankai      |
| 13     | Ferrocarril Eléctrico Keihan  | Keihan      |
| 14     | Ferrocarril Eléctrico Hanshin | Hanshin     |
| 15     | Corporación Hankyu            | Hankyu      |
| 16     | Ferrocarril Nishi-Nippon      | Nishitetsu  |